# Walter Subject

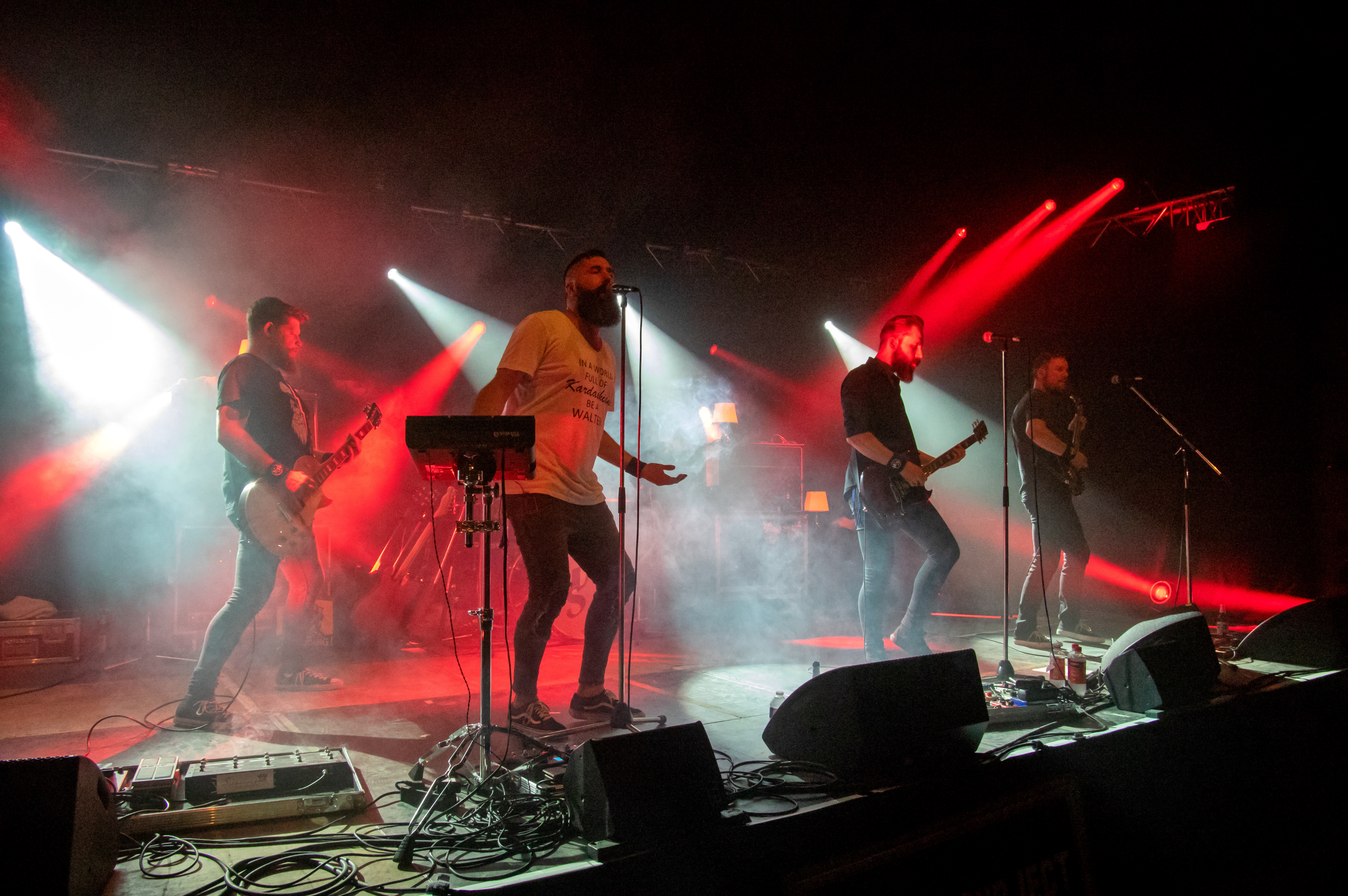
Walter Subject auf dem ZMF 2018 in Freiburg

Walter Subject ist eine deutsche Rockband aus Reutlingen in Baden-Württemberg. Der englischsprachige Name wurde von der Filmfigur „Walter Sobchak“ aus der Filmkomödie The Big Lebowski abgeleitet.

## Geschichte

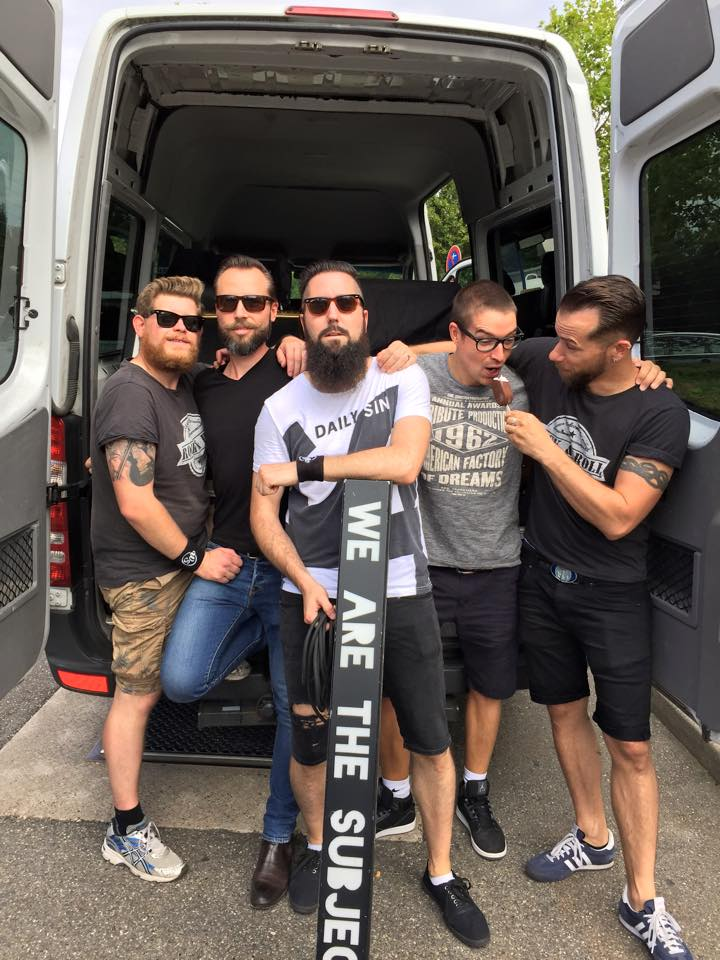
Walter Subject auf Tour im Sommer 2015

Die Band wurde Anfang 2008 von dem Sänger Marc Ruff und dem Schlagzeuger Udo „Brad Chainsaw“ Neugebauer gegründet und kurze Zeit später durch den Bassisten Christoph Kluck sowie die Gitarristen Manuel Randecker und Dominik Prause komplettiert. Alle Bandmitglieder kannten sich bereits aus der lokalen Musikszene und spielten u.A in Bands wie Suit Yourself oder One Million Thoughts zusammen. Nach wenigen Monaten wurde die erste Mini-EP Walter Subject in Eigenregie produziert und vertrieben.
Nach bundesweiten Auftritten veröffentlichten Walter Subject im Jahr 2010 die zweite EP Out of Your Elements, die ebenfalls in Eigenregie aufgenommen und produziert wurde. Die EP wurde über die digitale Distribution von Regioactive international in digitaler Form vertrieben.
Im Jahr 2011 folgten weitere Club- und Festival-Auftritte (u. a. beim KuRT Festival und bei den Rock Days).
Einen Karriereschub erfuhr die Band im Jahr 2012, als sie den ersten Platz bei einem Band-Contest der Schwäbischen Zeitung gewann und dadurch das Southside-Festival eröffnen durfte. Im selben Jahr wurde das Lied Righty Right 12 Wochen auf Platz 1 der Dasding-Netzparade gewählt. Am Ende landete Righty Right als einziger Newcomer-Song in den Jahrescharts des Radiosenders Dasding.
Nach einer Tour durch Großbritannien im September 2012 mit Konzerten u. a. in Chester und Stroud begab sich die Band im November 2012 ins Woodhouse Tonstudio nach Hagen und nahm unter der Regie des Produzenten Siggi Bemm das erste Studioalbum We Are the Subject auf. Das Musikalbum und die erste Single zu Take a Ride wurden im Jahr 2013 auf dem Musiklabel 7Music/Seven us Media Group mit Sitz in Winnenden veröffentlicht. Take a Ride wurde  (u. a. auf SWR3 und Dasding) häufig im Radio gespielt; das Musikvideo wurde auf diversen Stationen ausgestrahlt (u. a. Tape.tv und IM1). 2014 folgte eine weitere Singleveröffentlichung inklusive Musikvideo zu The Road to Hell Is Paved with Good Intentions.
Am 2. Dezember 2016 veröffentlichten Walter Subject die erste Single Vicious Circles aus dem im Januar 2017 erscheinenden Studioalbum Just Dance Like Nobody’s Watching samt Musikvideo. Am 27. Januar 2017 erschien das zweite Studioalbum Just Dance Like Nobody’s Watching. Das Musikvideo zum Titelsong Just Dance wurde unter der Regie von Fabian Zenker mit dem Schauspieler Raphaèl Nybl gedreht.
Am 24. Juni 2017 gewann die Band den ersten Platz beim Live-Music-Contest Fürstenberg Lokal Derby in Donaueschingen. Das Finale wurde im Rahmen des Donauquellfest ausgetragen.
Am 18. Juli 2018 veröffentlichten Walter Subject die zweite Single Black Notes aus dem Studio-Album Just Dance Like Nobody’s Watching samt Musikvideo.

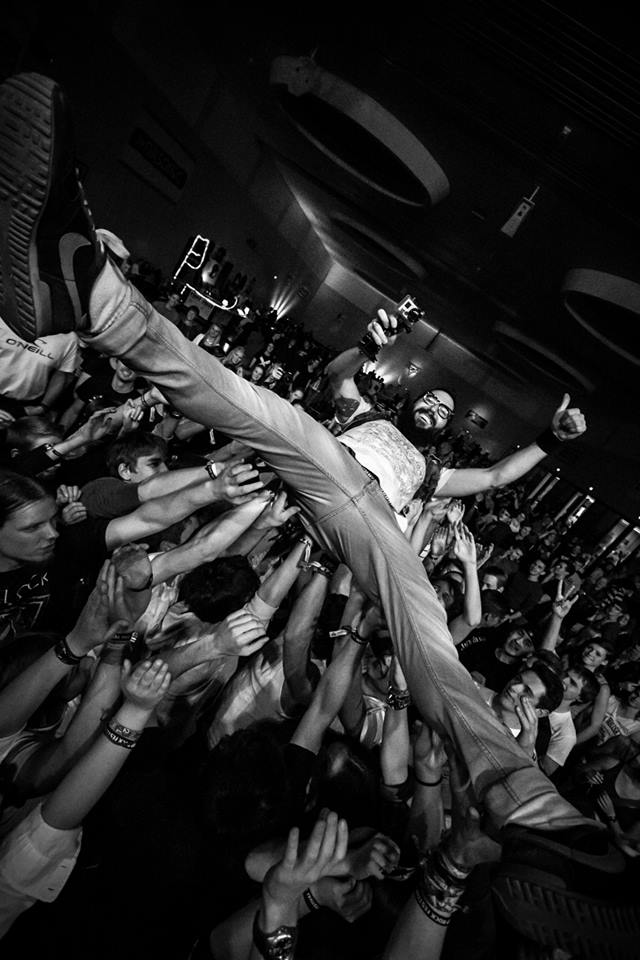
Sänger Marc Ruff beim Crowdsurfing beim Jump-Rock Festival 2013
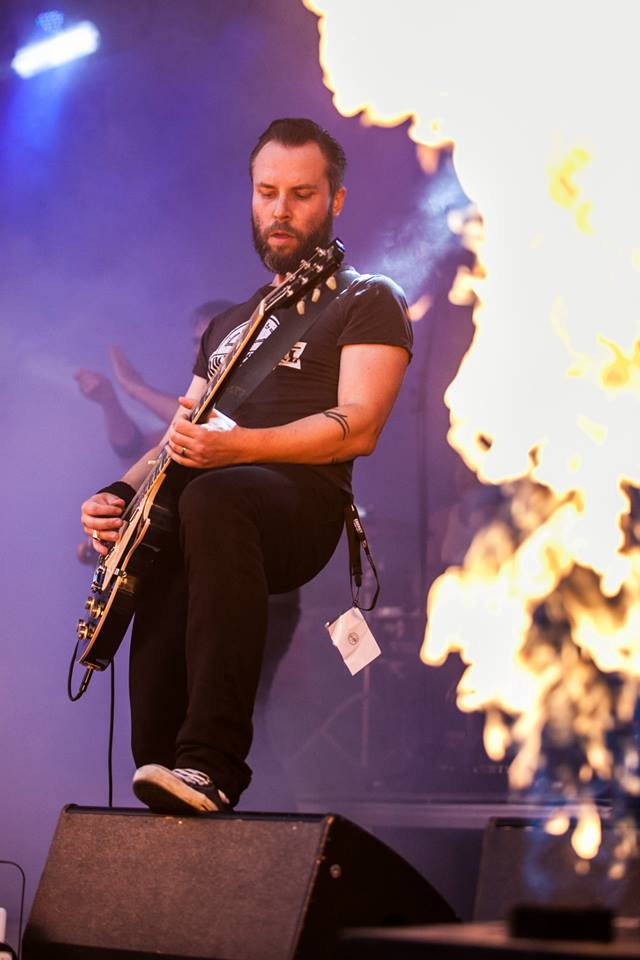
Gitarrist Dominik Prause beim Club Thing Open Air 2014
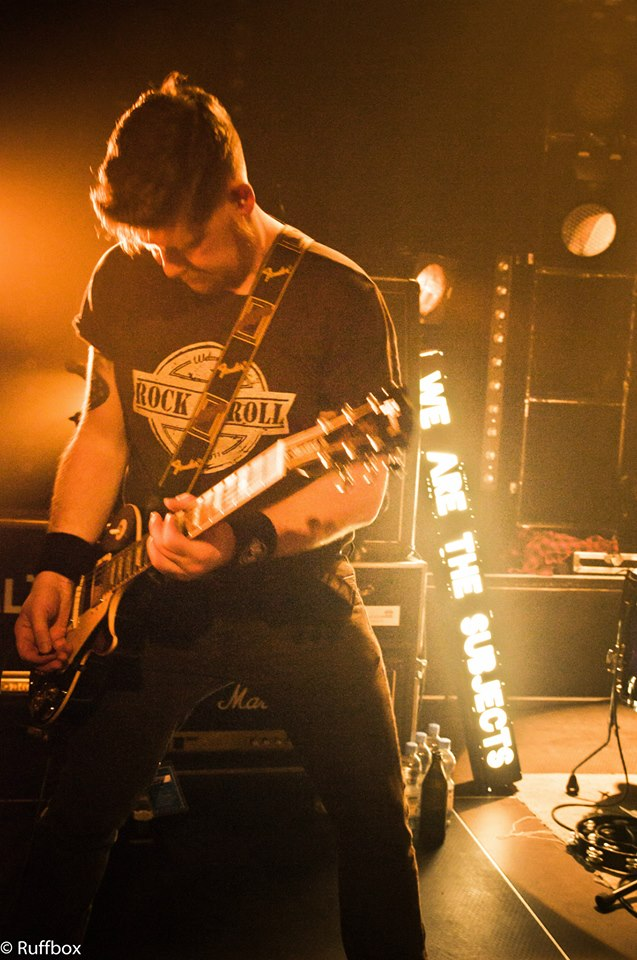
Gitarrist Manuel Randecker beim 2nd Walter Who Rumble 2015
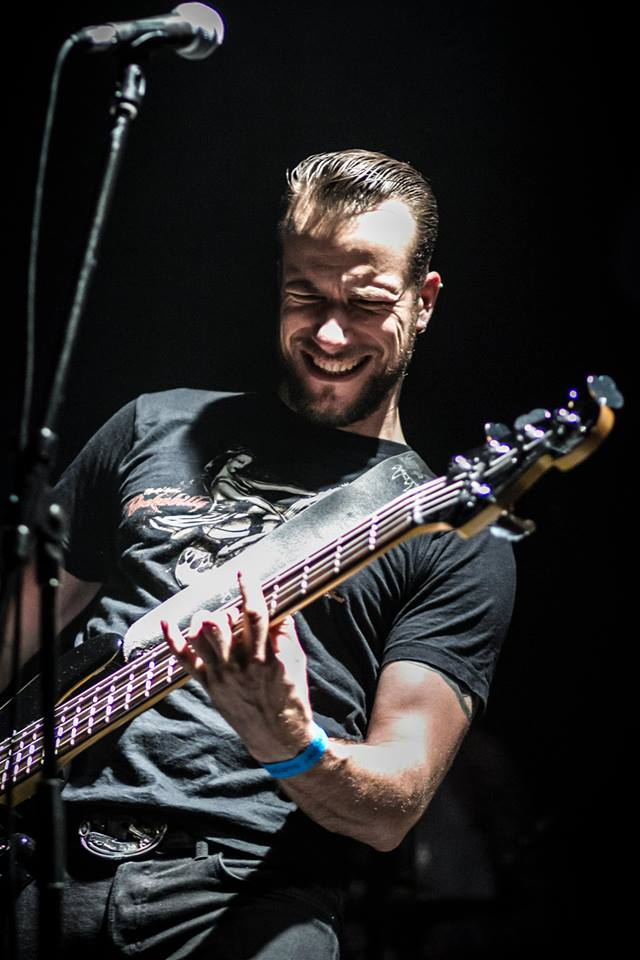
Bassist Christoph Kluck im FranzK 2013
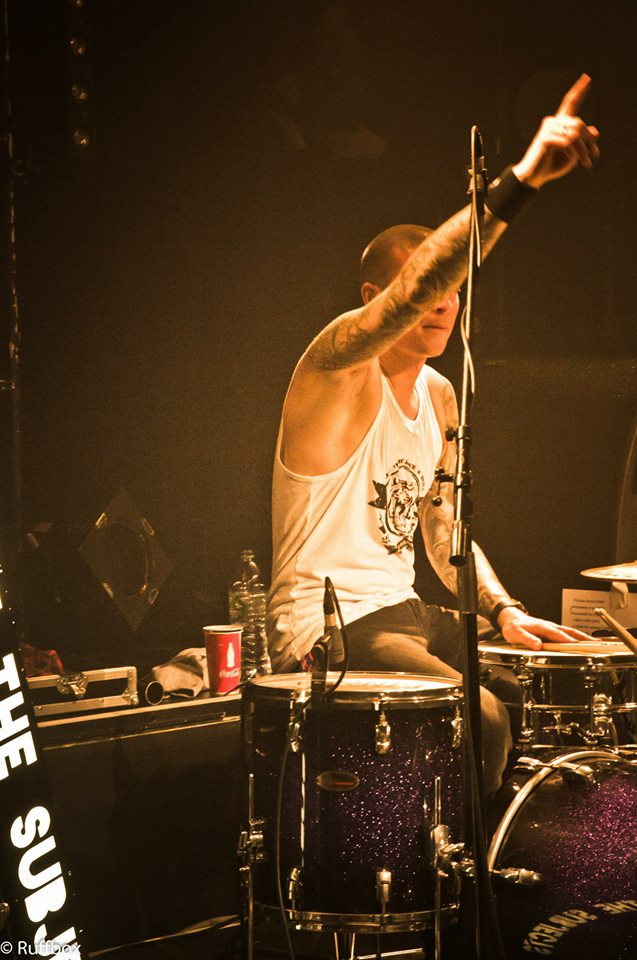
Schlagzeuger Udo Neugebauer beim 2nd Walter Who Rumble 2015

## Diskografie

### EPs
| Jahr | Titel               | Anmerkungen                            |
| ---- | ------------------- | -------------------------------------- |
| 2008 | Walter Subject      | Erstveröffentlichung: 31. Juli 2008    |
| 2010 | Out of Your Element | Erstveröffentlichung: 4. November 2010 |

### Alben
| Jahr | Titel                             | Anmerkungen                           |
| ---- | --------------------------------- | ------------------------------------- |
| 2013 | We Are the Subjects               | Erstveröffentlichung: 31. Mai 2013    |
| 2017 | Just Dance Like Nobody’s Watching | Erstveröffentlichung: 27. Januar 2017 |
| 2020 | Signals                           | Erstveröffentlichung: 04. März 2022   |

### Singles
| Jahr | Titel                                          | Anmerkungen                             |
| ---- | ---------------------------------------------- | --------------------------------------- |
| 2013 | Take a Ride                                    | Erstveröffentlichung: 3. Mai 2013       |
| 2014 | The Road to Hell Is Paved with Good Intentions | Erstveröffentlichung: 4. April 2014     |
| 2016 | Vicious Circles                                | Erstveröffentlichung: 2. Dezember 2016  |
| 2016 | Arms And Legs                                  | Erstveröffentlichung: 16. Dezember 2016 |
| 2017 | Just Dance                                     | Erstveröffentlichung: 5. Januar 2017    |
| 2018 | Black Notes                                    | Erstveröffentlichung: 18. Juli 2018     |